# NHN Entertainment
NHN株式会社（朝: 엔에이치엔 주식회사、英: NHN Corporation）は、韓国のグローバルIT企業である。旧社名はNHN Entertainment株式会社。前身会社はNHN（現 NAVER）ハンゲーム事業部門。
オンラインゲームポータル「ハンゲーム」のオンラインゲーム事業、モバイルゲーム事業、簡単決済サービスのPAYCO事業、 決済代行サービス事業、コマース事業、クラウド事業、ウェブトゥーン（「comico」）事業、デジタル音楽サービス事業などの事業を行っている。

## 沿革
2013年
- 3月8日 - NHN（現 NAVER）がハンゲーム事業部門の人的分割を発表
- 4月1日 - NHN（現 NAVER）の日本法人であるNHN Japan（現 LINE株式会社）のゲーム事業の分割により、日本法人となる「NHN Japan（現 NHN JAPAN）」が設立される[2]
- 8月1日 - NHN（現 NAVER）のハンゲーム事業部門の人的分割により、「NHN Entertainment （現 NHN）」が設立される[3]
- 8月1日 - 日本法人のNHN Japan（現 NHN JAPAN）を「NHN PlayArt」へと社名変更[4]
- 8月29日 - 韓国取引所有価証券市場に上場。新規ゲームブランド「TOAST（トースト）」を公開
- 10月 - ウェブトゥーンサービス「comico（コミコ）」をリリース

2014年
- 2月1日 - 一部ゲーム事業の分割により、「NHN BLACKPICK」、「NHN 629（現 NHN BigFoot）」、「NHN PixelCube」を設立[5]
- 4月 - データベースセキュリティソリューション企業PNP Secureを買収
- 6月 - チケット予約サイトTicketlink（現NHN LINK Corporation）を買収
- 8月 - オンラインショッピング会社Godo Soft（現NHN COMMERCE Corp.）を買収
- 8月 - 台湾法人「NHN Taiwan」を設立
- 9月 - Korea Cyber Payment（現 NHN KCP）を買収
- 10月1日 - 最大株主がNAVERから李俊昊（イ・ジュノ）へと変更
- 12月 - 統合クラウドソリューション「TOAST（トースト）（現NHN Cloud ）」を公開

2015年
- 7月 - Neowiz Internet（現 NHN Bugs）を買収
- 10月1日 - 日本法人であるNHN PlayArt（現 NHN JAPAN）のスマートフォンゲーム事業とオンラインゲーム事業分割により、NHN PlayArt（現 NHN JAPAN）を「NHN comico」へと商号変更。同時に、スマートフォンゲーム事業を新設の「NHN PlayArt」へ、オンラインゲーム事業を「NHN ハンゲーム（現 cocone fukuoka）」へと商号変更したPlayArt Fukuokaへ吸収した
- 12月 - 簡単決済サービス「PAYCO」を発売

2016年
- 4月 - 板橋テクノバレーに障害者雇用の「NHN GOOD FRIENDS」を設立

2017年
- 4月1日 - Payco事業部門と広告事業部門を物的分割して「NHN PAYCO」を設立
- 6月 - 日本法人のNHN comicoを「NHN JAPAN」へと社名変更。NHN JAPANのウェブトゥーン事業を物的分割し、「NHN comico」を設立
- 7月 - デジタル広告会社「NHN ACE」を設立
- 8月 - ベトナム法人「NHN Vietnam」を設立

2018年
- 3月 -  NHN 629とNHN BLACKPICKを合併し、ゲーム開発会社「NHN BigFoot」を設立
- 9月 -  総合旅行会社の旅行博士（現 NHN Doctortour）を買収[6]

2019年
- 4月1日 - NHN Entertainmentから「NHN」へと社名変更[7]
- 7月1日 - Neowiz NHN Asset Managementを合併
- 7月31日 - 日本法人のNHN JAPANがハンゲーム事業を行うNHNハンゲームをココネへ売却
- 10月 - オーディオプラットフォームサービス「PODTY」をAfreecaTV Co., Ltd.へ売却

2021年
- 5月 - データ技術専門会社「NHN DATA Corp.」を設立
- 8月 - SaaS専門会社「NHN Dooray Corporation」を設立

2022年
- 4月 - クラウド事業部門を物的分割して「NHN Cloud Corp.」を設立
- 10月 - ゲーム開発会社「NHN BigFoot」を吸収合併

2023年
- 7月 - 「Comicoタイ版」の運営法人NHN (Thailand) Ltd.をKidariStudio, Inc.へ売却[8]

2025年
- 6月 - 韓国、英語圏、フランスの電子コミック配信サービスを10月31日付で終了すると発表[9]

## 主なサービス

### ゲーム
モバイルゲーム
- WOOPAROO ODYSSEY
- GUNS UP ! Mobile
- ＃コンパス 戦闘摂理解析システム（ドワンゴと共同開発）
- 妖怪ウォッチ ぷにぷに（レベルファイブと共同開発）
- LINE:ディズニー ツムツム
- LINE POP2
- Friends POP

オンラインゲーム
- HANGAME - 韓国のオンラインゲームサービス
- Hangame Poker
- Hangame Double A Poker
- Hangame Sudda&Duelgo
- Hangame Go-stop
- Hangame Baduk and Omok
- Hangame Janggi

### ペイメントサービス
- PAYCO - イーウォレットサービス
- NHN KCP - オン・オフラインの統合電子決済サービス

### コンテンツサービス
- comico - 日本・韓国市場のウェブトゥーンサービス
- POCKET COMICS - ウェブトゥーンサービス
- Bugs! - 音楽サービス
- Ticketlink - コンサート・スポーツチケット予約サービス

### IT
- NHN Cloud - 統合クラウドソリューション
- NHN Dooray! - 統合ビジネスコミュニケーションプラットフォーム
- NHN Game Platform - ゲームプラットフォーム
- NHN Cloud Center - データセンター
- TOAST CAM - クラウドIPカメラ

### コマース
- Shop by - ネットショップ作成サービス

### 広告
- ACE Trader -  ADプラットフォーム
- ACE eXchange - デジタル広告市場
- ADLIB - モバイル広告ネットワーク
- OPEN Ads - マーケティングデータキュレーションサービス

### データサービス
- Dighty - AIベースのデータソリューションサービス
- Dighty Data Market - ウェブとアプリのデータハブ
- ACE Counter - ウェブとアプリのログ分析サービス
- Audiens - 顧客データプラットフォーム

### エデュテック
- I AM SCHOOL - 教育管理プラットフォーム

### その他
- PINK DIARY - 女性向けヘルスケアアプリ
- Doctortour - 旅行サービス

## 関連企業
- NHN JAPAN株式会社[10]
  - NHN PlayArt 株式会社
    - PlayArt Taiwan Corp.

  - NHN Service Technology Corp.（大连慧搜网络技术有限公司）
  - NHN Fukuoka株式会社
  - NHNテコラス株式会社
  - NHN comico株式会社：「Comico」「POCKET COMICS」の運営法人
    - Recon Inc.（朝: ㈜레콘）（51%）
    - WISDOMHOUSE Inc.（朝: ㈜위즈덤하우스）（92.41%）：書籍出版とウェブーン・ウェブノベル制作の軸とした韓国の出版社
    - NHN Vietnam Co., Ltd
      - NHN Vietnam holdings（50.0%）
        - COMICOSVC VIETNAM COMPANY LIMITED

    - NHN Studio comico株式会社：デジタルコンテンツ（Webtoon）の企画 制作等
    - NHN Comico Korea Corp.（朝: 엔에이치엔코미코코리아㈜）：韓国版「Comico」の運営法人
- NHN Investment Corporation（朝: 엔에이치엔인베스트먼트㈜）[11]
  - KTB-NHN China Private Equity Fund（朝: 케이티비엔에이치엔차이나사모투자 전문회사）（66.67%）
- NHN Investment Partners Corp.（朝: 엔에이치엔인베스트먼트파트너스㈜）
  - SLi Growth Accel ll Fund（66.67%）
  - NHN Ventures, LLC
- NHN Service Corp.（朝: 엔에이치엔서비스㈜）
- NHN GLOBAL INC.：ファッション業界向けB2Bマーケットプレイス「FashionGo」の運営
  - NOUVOLUTION
  - 510 BROADWAY, LLC
  - LOIT
  - NHN FashionGo Korea Corporation（朝: 엔에이치엔패션고코리아㈜）
  - 2250 Maple, LLC
- NHN LINK Corporation（朝: 엔에이치엔링크㈜）：チケット予約サービス会社
  - Sound Alliance Co.,Ltd.（朝: ㈜사운드얼라이언스）（51.00%）
    - 株式会社SA JAPAN
- NHN COMMERCE Corp.（朝: 엔에이치엔커머스㈜）（67.68%）：ネットショップ作成サービス「Shop by」の提供 
  - CELORDION Corp.（朝: ㈜셀로디온）
  - NHN Commerce China Co., Ltd.
    - IBT Shanghai Co., Ltd.
    - NHN Commerce Hong Kong Co., Ltd.
    - NHN Commerce Yancheng Co., Ltd.
    - NHN Commerce International（朝: ㈜엔에이치엔커머스인터내셔널）
    - NHN Commerce USA Co., Ltd.
    - NHN Greater China Ltd.
    - IBT Info. Co., Ltd.

  - NHN Commerce Investment Co., Ltd.（51.00％）
  - IKONIC S.R.L（77.77%）
- NHN Bugs Corp.（朝: ㈜엔에이치엔벅스）（45.26%）：KOSDAQ上場のオンライン音楽配信サービス「Bugs」の運営会社
- Zinu C&C Corp.（朝: ㈜지누씨앤씨）（74.50%）
- NHN Wetoo Corp.（朝: 엔에이치엔위투㈜）
- NHN Goodfriends Corporation（朝: 엔에이치엔굿프렌즈㈜）
- Doppel soft Co., Ltd. (朝: ㈜도플소프트)（69.44%）
  - YAP Telecom co., Ltd. (朝: 얍텔레콤)（51.00%）
  - KOREA FINTECH Co., Ltd.(朝: 코리아핀테크㈜)（60.00%）
- NHN PAYCO Corp.（朝: 엔에이치엔페이코㈜）（68.42%）：韓国のQR・バーコード決済サービス「PAYCO」の運営 
  - NHN KCP Corp.（朝: 엔에이치엔한국사이버결제㈜）（42.33%）：KOSDAQ上場の電子支払決済代行サービス会社
    - SOLBIPOS Corp.（朝: ㈜솔비포스）（92.97%）
    - KCP FINANCIAL CO., LTD.（朝: ㈜케이씨피대부파이낸셜）
    - NHN KCP PTE. LTD.
- NHN Ad Corp.（朝: 엔에이치엔애드㈜）(79.10％)：デジタルマーケティングプラットフォーム会社
  - Corp. Eleven Past Eleven（朝: ㈜11시11분）
- NHN DATA Corp. （朝: ㈜엔에이치엔데이터）
- NHN ACE Corporation（朝: ㈜엔에이치엔에이스）：オンライン広告代理店
- NHN Doctortour Corp.（朝: ㈜엔에이치엔여행박사）（83.82%）
  - 株式会社旅行博士日本
  - Doctortour Plus Corp.（朝: ㈜여행박사플러스）
  - TOURNET Hawaii, Inc
- NHN Edu Corp. （朝: 엔에이치엔에듀㈜）（53.65%）
  - JTC（朝: ㈜제이티통신）（51.00%）
- Edito Co., Ltd.（朝: ㈜에디토）（69.97%）
- NEW DEEP LIMITED（60.00%）
  - AUDIENS SRL：顧客データプラットフォームを提供するグローバルデータテクノロジー企業
  - AUDIENS Ltd.
- WAPLAT Corp.（朝: 와플랫㈜）（95.00%）
- NHN Dooray Corporation（朝: 엔에이치엔두레이㈜）（80.82%）
- NHN Academy Corporation（朝: 엔에이치엔아카데미㈜）
- NHN Cloud Corp. （朝: 엔에이치엔클라우드㈜）
  - NHN Enterprise Corporation（朝: 엔에이치엔엔터프라이즈㈜）
  - NHN Crossent Corp.（朝: 엔에이치엔크로센트㈜）（50.10％）
    - Platformn corporation （朝: ㈜플랫폼앤）（70.42%）

  - NHN INJEINC Co., Ltd（朝: 엔에이치엔인재아이엔씨㈜）（50.96％）
  - NHN Cloud Japan株式会社（旧：NHN COMMERCE JAPAN株式会社）
- Pebble Games PTE. LTD. 
  - Pebble Stream PTE. LTD.